# Mörel (Mörel-Filet)
Mörel (toponimo tedesco) è una frazione di 524 abitanti del comune svizzero di Mörel-Filet, nel Canton Vallese (distretto di Raron Orientale).

## Storia

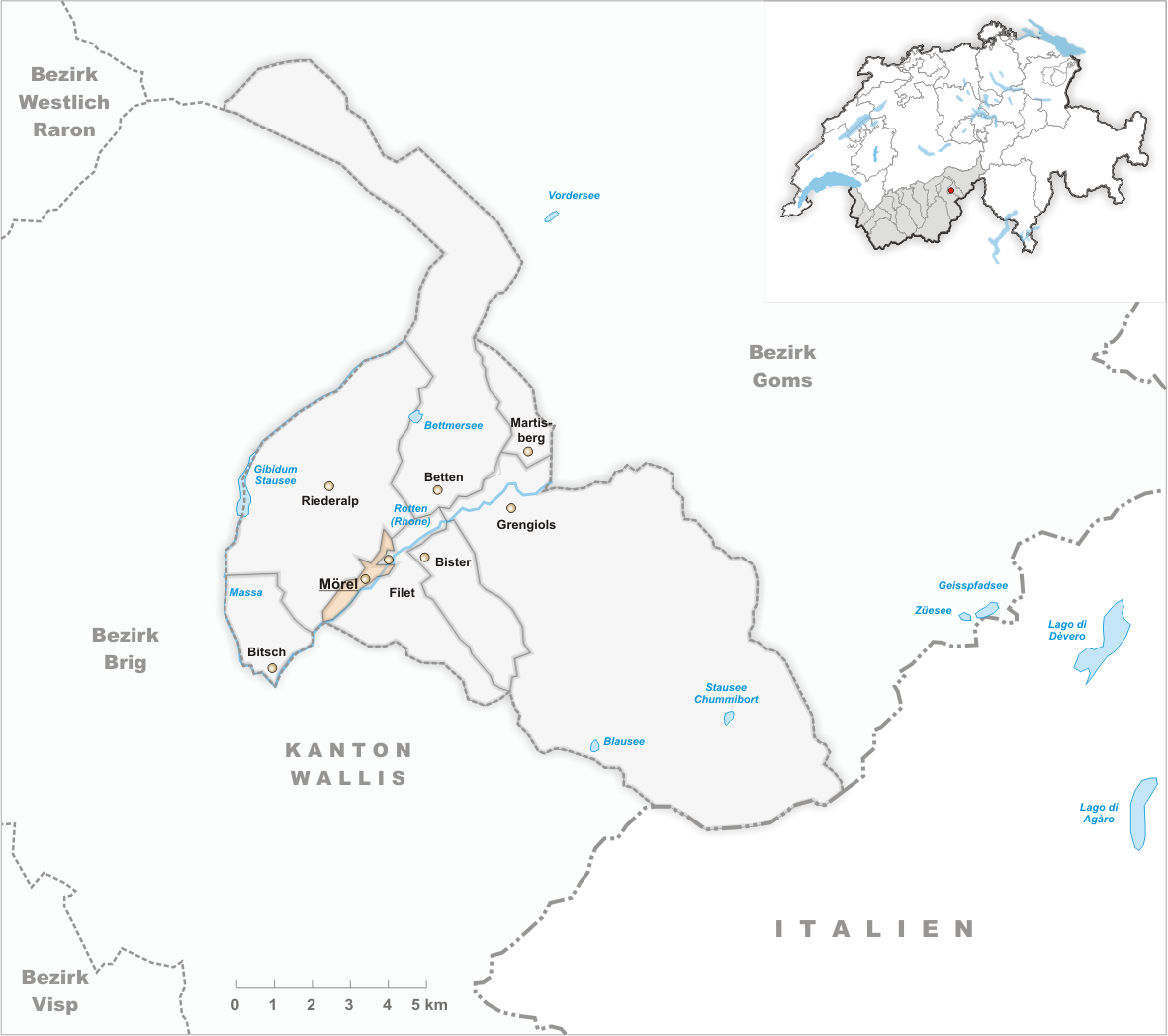
Il territorio del comune di Mörel prima degli accorpamenti comunali del 2009

Già comune autonomo che si estendeva per 1,2 km², nel 2009 è stato accorpato all'altro comune soppresso di Filet per formare il nuovo comune di Mörel-Filet.

## Monumenti e luoghi d'interesse

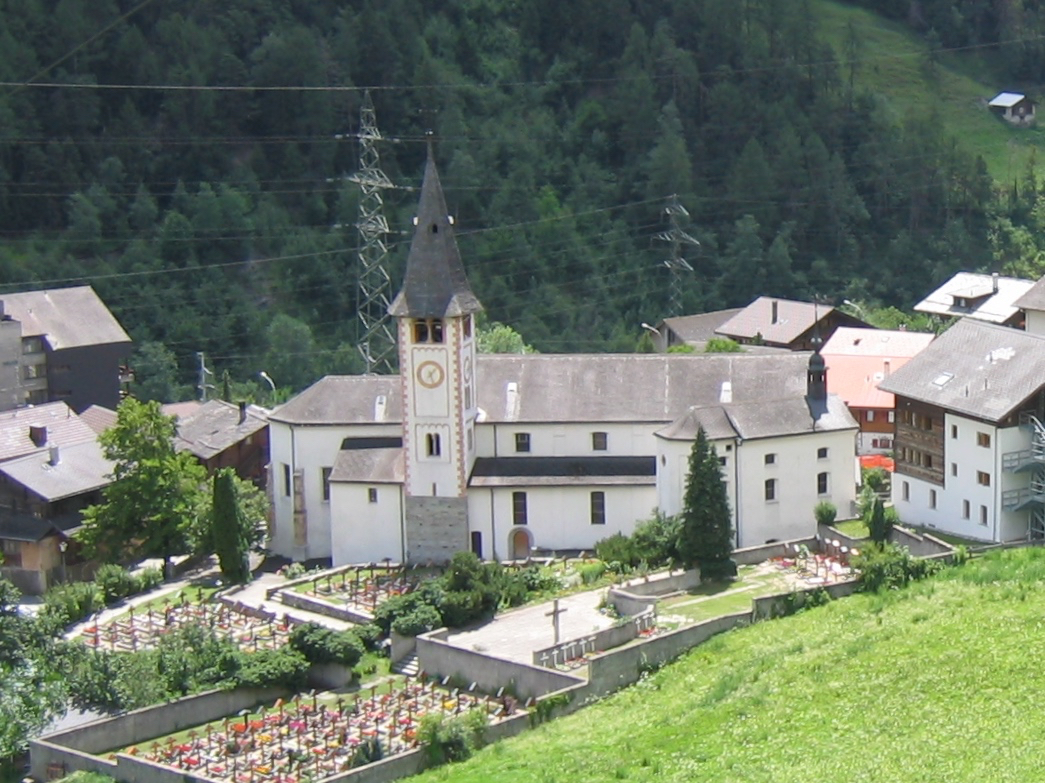
La chiesa di Sant'Ilario

- Chiesa parrocchiale cattolica di Sant'Ilario, eretta nel XIII secolo da Ulrich Ruffiner e ricostruita nel XVIII secolo[1].

## Società

### Evoluzione demografica
L'evoluzione demografica è riportata nella seguente tabella:
Abitanti censiti

## Infrastrutture e trasporti
Mörel è servito dalla stazione di Mörel, sulla ferrovia del Furka-Oberalp.

## Amministrazione
Ogni famiglia originaria del luogo fa parte del cosiddetto comune patriziale e ha la responsabilità della manutenzione di ogni bene ricadente all'interno dei confini della frazione.